# Козацька корогва (Кропивницький)

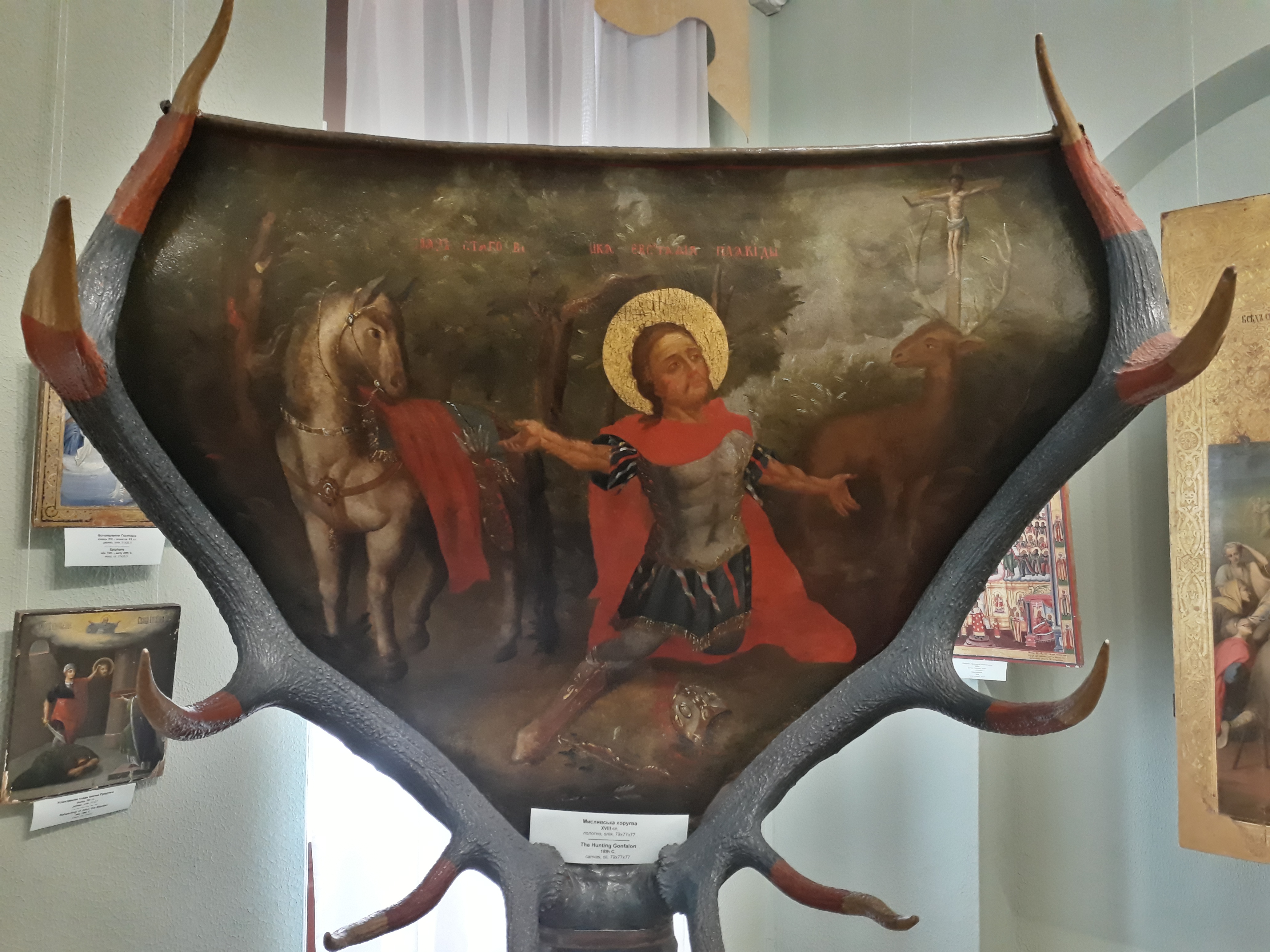
Бік хоругви із зображенням Євстахія Плакиди

Мисливська корогва або Козацька корогва — персональний прапор, що атрибутується невідомому представнику козацької старшини, проте міг належати й шляхтичу XVIII століття. Розписане двостороннім олійним живописом полотно, натягнуте на оленячі роги, мисливського або святкового (ритуального) призначення. Зберігається в постійній експозиції Кіровоградського обласного художнього музею, до 1946 — Львівському історичному музеї.

## Історія
Корогва потрапила до фондів Кіровоградського обласного художнього музею в 1946 році з Львівського історичного музею як «козацький прапор». Після реставрації в Національному науково-дослідному реставраційному центрі України твір вперше експонувався на Всесоюзній виставці «Реставрація музейних цінностей в СРСР» (Москва, 1984). Вдруге корогва експонувалася за межами музею у 2017 році. Нині постійно експонується в експозиції Козацької доби Кіровоградського обласного художнього музею.

## Опис
Двосторонній олійний живопис на полотні, що натягнуте на оленячі роги. З обох боків корогви зображені епізоди з житія християнських святих. З лицьового боку зображений Євстахій Плакида — римський воєначальник, якому, за легендою, під час полювання між рогів оленя, якого він переслідував, явився образ Животворного Хреста. Великомученик Євстахій вважається святим покровителем мисливців і лісників. Є однаково шанованим в католицькій і православній традиції. Зворотний бік полотна має сюжет у якому поєдналися — свята Домніка, уніатська свята та шанований у православ'ї святий Яків. 
Корогва має всі ознаки православної ікони барокового стилю: узагальнений етичний ідеал людини; варіативність зображень; поважні, зосереджені обличчя виявляють величаву монументальність і красу; перспективне зображення. Можна помітити передній і задній плани, дійові особи скомпоновані в живі, пов'язані дією групи. Наявність поз та жестів пом'якшує традиційну статичність.

## Призначення
Корогва — це символ, який ідентифікував її власника, його права та переконання. Функції корогви передусім зводяться до парадно-репрезентативних; її використання пов'язане з певним ритуалом чи обрядом. За пануючою версією корогва служила обов'язковим атрибутом для парадних виїздів на полювання. За іншою версією, корогва була виготовлена до якогось свята і мала ритуальне призначення. Оленячі роги дуже цінилися, виконуючи роль магічного оберега. Особливо, якщо оленя вполював господар чи гість.